# Seoul National University Gymnasium
Koordinaten: 37° 28′ 3,1″ N, 126° 57′ 8,9″ O
Das Seoul National University Gymnasium ist eine Sportstätte in Seoul in Südkorea. Die Multifunktionshalle befindet sich im Campus der Seoul National University in Gwanak-gu und wird heute für Sport- und Bildungszwecke von der Universität benutzt. 

## Geschichte
Die Sportstätte wurde für die Olympischen Sommerspiele 1988 in Südkorea errichtet und bereits 1986 fertiggestellt. In dieser Multifunktionshalle wurden bei Olympia 1988 die Tischtenniswettbewerbe und die Badmintonwettbewerbe ausgetragen. Letztere hatten jedoch nur den Status einer Vorführsportart und es wurden darum keine offiziellen Olympiasieger im Badminton ermittelt. Tischtennis dagegen war erstmals im olympischen Programm. Nach Olympia wird die Halle weiterhin als Sportstätte genutzt, unter anderem für die Korea Open im Badminton. Die Kapazität der Halle beträgt 5.000 Sitzplätze.